# Miguel Vidaurreta
Vidaurreta  García est un nom espagnol. Le premier nom de famille, en général paternel, est Vidaurreta ; le second, en général maternel, souvent omis, est García.
Miguel Vidaurreta García (né le 29 septembre 1929 à Igúzquiza) est un coureur cycliste espagnol, principalement actif durant les années 1950.

## Biographie
Originaire de Navarre, Miguel Vidaurreta a notamment terminé premier du Campeonato Vasco-Navarro de Montaña en 1954, deuxième de la Grand Prix de la Bicicleta Eibarresa en 1957, ou encore troisième d'une étape du Tour du Levant en 1958. Il a également participé à trois reprises au Tour d'Espagne. Ses frères Hortensio et Félix ont eux aussi été cyclistes professionnels. 
Dans les années 2010, il continue de pratiquer le cyclisme par loisir. En 2017, il est le participant le plus âgé de la Quebrantahuesos, une cyclosportive espagnole réputée,.

## Palmarès
- 1949
  - 3e du championnat de Navarre[3]
- 1954
  - GP Zumarraga[3]
  - Campeonato Vasco-Navarro de Montaña
  - 2e de la Prueba Alsasua
  - 2e du championnat d'Espagne des régions[3]
  - 3e de la Prueba Pentecostes[3]
- 1955
  - Prueba Alsasua
  - 3e du championnat d'Espagne des régions[3]
- 1956
  - 3e de la Prueba Villafranca de Ordizia
- 1957
  - 2e du Grand Prix de la Bicicleta Eibarresa

## Résultats sur les grands tours

### Tour d'Espagne
3 participations 
- 1955 : 52e
- 1956 : 40e
- 1958 : hors délais (7e étape)